# Millennium Tower (Amsterdam)
De Millennium Tower is te vinden in Amsterdam Westpoort, buurt Teleport. Het behoort tot de twintig hoogste gebouwen van de hoofdstad. Het gebouw wordt deels gebruikt voor het Nederlandse hoofdkantoor van het uitgeverijconcern Reed Elsevier. De rest van het gebouw wordt verhuurd.
Opvallend is dat in 1994 voor Reed Elsevier in de nabije omgeving het Boekhuis werd gebouwd als hoofdkantoor, maar Reed Elsevier is er nooit ingetrokken. Het gebouw werd direct na oplevering verhuurd aan de belastingdienst. 